# Furmanov
Furmanov (rusky Фурманов) je město v Ivanovské oblasti v Ruské federaci. Při sčítání lidu v roce 2010 měl přes šestatřicet tisíc obyvatel.

## Poloha a doprava
Furmanov leží na říčce Šače, pravém přítoku Volhy. Od Ivanova, správního střediska oblasti, je vzdálen přibližně pětatřicet kilometrů severovýchodně.
Přes město vede od roku 1898 železniční trať z Jaroslavle do Ivanova, na kterou je zde připojena místní trať do Volgorečenska.

## Dějiny
V roce 1918 vzniklo město Sereda sloučením několika dělnických sídel patřících k textilkám a starších vsí.
V roce 1941 bylo město k 13. květnu přejmenováno na Furmanov k poctě zdejšího rodáka, spisovatele Dmitrije Andrejeviče Furmanova.

### Rodáci
- Dmitrij Andrejevič Furmanov (1891–1926), spisovatel.
- Jevgenija Michajlovna Lalenkovová (*1990), rychlobruslařka